# Ribera del Duero

Ribera del Duero och närliggande områden i Castilla y León

Ribera del Duero är ett spanskt vindistrikt, med egen Denominacion de Origen (skyddad ursprungsbeteckning). Det ligger i Castilla y Leon på Iberiska halvön i nordvästra Spanien, runt staden Valladolid och längs floden Dueros övre lopp, innan den rinner vidare genom vindistriktet Douro i Portugal och så småningom ut i Atlanten. Distriktet har en öst-västlig sträckning längs dalen på cirka 115 km, från Zamora i väster till San Esteban de Gomez i öster. Utsträckningen i nord-sydlig riktning är som mest 35 km. Huvuddelen av produktionen sker i provinsen Burgos, mellan Roa och San Esteban de Gomez.
Vinerna var här från början till största delen vita, men man producerar nu nästan uteslutande röda, kraftiga, tunga viner. Vinerna görs nästan uteslutande på druvan Tempranillo (här kallad Tinto Fino eller Tinta del País). Vinerna kan ofta utvecklas på flaska i 5-10 år eller ännu längre för de finare vinerna och de bättre årgångarna.
DO Ribera del Duero tillåter de blå druvorna tempranillo, garnacha, cabernet sauvignon, malbec och merlot samt den gröna druvan albillo.

## Geologi och jordmån
Landskapet präglas av platt, mycket böljande terräng på höjder mellan 750 och 900 m ö.h. Jorden växlar mellan omväxlande tertiärlager av silt- och lerhaltig sandjord, som skiftar med märgel med kalkbildningar och vittrad kalkstensjord.

## Klimat
Området har medelhavsklimat med kontinentala drag, med torra somrar då temperaturen kan nå upp till 40 °C, och vintertemperaturen falla till -15 °C. Området är i allmänhet solrikt och nederbördsfattigt med en årsnederbörd på 400–500 mm och 2 400 soltimmar årligen.

## Viner
Vinerna kommer nästan uteslutande från röda druvor. Det mesta av produktionen är tinto fino, som är det lokala namnet på tempranillo. Tinto fino anses vara en mutant av tempranillo från Rioja. Garnacha (grenache), cabernet sauvignon, malbec och merlot odlas i någon utsträckning, men främst för inblandning i fino. 
Liksom i grannregionen Rioja produceras det först och främst komplexa viner för långtidslagring. Vinerna klassificeras gärna efter lagringsförmåga hellre än efter druvsort. Joven är rött vin eller rosé, ofta med fyra månaders ekfatslagring, Crianza har minimum tolv månaders ekfatslagring, Reserva innebär minimum 36 månader på både ekfat och flaska och Gran Reserva har lagrats 60 månader på ekfat och flaska.
Kända producenter i området är Vega Sicilia Unico och Dominio de Pingus, Alion, Viña Sastre och Hacienda Monasterio, Bodegas Alejandro Fernández (Pesquera och Condado de Haza), Bodegas Hnos Pérez Pascuas (Viña Pedrosa), Bodegas Protos, Bodegas Emilio Moro (Malleolus de Valderramiro, Finca Resalso), Aalto (Aalto och Aalto P.S.)